# Psyllaephagus oleae
Psyllaephagus oleae är en stekelart som beskrevs av Prinsloo 1981. Psyllaephagus oleae ingår i släktet Psyllaephagus och familjen sköldlussteklar. Inga underarter finns listade i Catalogue of Life.